# 2014년 대한민국 고병원성 조류 인플루엔자 확산
2014년 대한민국 고병원성 조류 인플루엔자 확산은 2014년 1월 16일부터 시작된 대한민국의 고병원성 조류 인플루엔자(HPAI) 확산 사건이다. 방역당국은 이 조류 인플루엔자의 원인을 고창군 동림저수지에 있던 철새가 가창오리로 옮긴것으로 지목하고 있다. 바이러스 유형은 H5N8이다.

## 사건 일지
- 1월 16일 - 전라북도 고창군에서 조류 인플루엔자 의심 신고
- 1월 17일 - 의심 신고가 고병원성 조류 인플루엔자로 확인.
- 1월 18일 - 동림저수지 가창오리 떼죽음 발견. 부안군에서도 조류 인플루엔자 의심 신고
- 1월 19일 - 부안군 고병원성 조류인플루엔자 확진. 이 날 0시부터 20일 24시까지 일시 이동중지 명령
- 1월 20일 - 철새 폐사 원인이 고병원성 조류인플루엔자 확인.
- 1월 21일 - 정읍에서 조류 인플루엔자 확인.금강호 가창오리 조류 인플루엔자 의심 폐사.
- 1월 22일 - 큰기러기 조류 인플루엔자 확인. 부안 고병원성 5번째 확진
- 1월 23일 - 금강호에서 폐사된 가창오리 조류 인플루엔자 확인. 삽교호에도 가창오리 조류 인플 루엔자 의심폐사.
- 1월 24일 - 금강호에서 폐사된 가창오리 고병원성 조류 인플루엔자 확진.[1] 삽교호에도 조류 인플루엔자 확인.
- 1월 25일 - 충청남도 부여군 종계장 조류 인플루엔자 확진.
- 1월 26일 - 시화호 철새 분비물 고병원성 확인.
- 1월 27일 - 경기도와 충청남도 등 일시 이동중지 명령.
- 1월 28일 - 충청남도 천안시 씨오리농장과 나주시 씨오리농장 고병원성 확인.
- 1월 29일 - 진천 오리농장 고병원성 확인.
- 1월 30일 - 임실군 오리농장, 밀양시 토종닭농장, 화성시 종계농장 고병원성 확진.[2]
- 1월 31일 - 영암 오리농장 고병원성 확인.
- 2월 1일 - 경기도 수원시 폐사 큰기러기 고병원성 확진. 인천광역시 영흥도 폐사 된 큰기러기 발견
- 2월 3일 - 전라남도 폐사 청둥오리 고병원성 확진.
- 2월 6일 - 인천광역시 영흥도 폐사 큰기러기 고병원성 확진.[3]
- 2월 14일 - 원주시 철새 분변에서 고병원성 조류인플루엔자 검출.
- 2월 16일 - 충청북도 청원 철새분변 고병원성 조류인플루엔자 검출.
- 2월 17일 - 김제시 오리농장 고병원성 조류인플루엔자 확진. 안성시, 해남 오리농가에서도 고병원성 확진.
- 2월 18일 - 음성군 오리농장 고병원성 확진.
- 3월 3일 - 축산과학원 고병원성 AI 감염 확인.
- 3월 14일- 과천시의 큰기러기 폐사체 고병원성 확인.
- 5월 10일 - 제주시 하도리 철새 분변에서 고병원성 AI 감염 확인.[4]

## 경과
- 2014년 1월 16일 전라북도 고창군에서 조류인플루엔자 의심 신고가 들어오면서 사건은 시작되었다. 이 농장은 1월 17일 고병원성 조류인플루엔자로 확인되었으며, 또한 이 농장에서 전국으로 새끼오리 17만여마리를 분양받은 것으로 확인되었다.[5]
- 1월 18일 고창 발생농가로부터 5km 떨어진 동림 저수지에서 페사한 채 발견된 가창오리떼가 발견되었고[6] 이것도 이틀 후 고병원성 조류인플루엔자로 확인되었다. 또 부안군에서도 고병원성 의심 신고가 들어왔고 이것도 고병원성으로 확인되었다.[7]
- 이로 인해 정부는 호남 지역에 1월 19일 0시부터 20일 24시까지 일시 이동중지 명령을 내렸다. 정부는 호남 지역에 대한민국 오리 농장 중 69%가 집중되어 있고 전라북도, 전라남도, 광주광역시가 인접해 있는 점을 고려하여 명령을 내렸다고 설명했다.[8]
- 1월 21일 정읍에서도 조류 인플루엔자가 확인되었고 고병원성일 가능성이 높다고 밝혔다.[9]
- 1월 22일, 큰기러기도 AI에 감염되었다는 사실이 확인되었고[10] 부안의 또다른 농가에서 5번째 고병원성 조류인플루엔자 확진이 나왔다.[11]  1월 21일, 금강호에서 가창오리 세마리가 폐사된체 발견돼서 ai로 확진하기 위해 부검에 들어 갔다.[12]
- 1월 24일, 충남 서천군 금강호에서 폐사된 가창오리도 고병원성 AI로 확진 판정 받았고, 삽교호에도 ai감염 가능성이 높다고, 농림축산식품검역본부가 밝혔다.[13]
- 1월 25일, 충청남도 부여군의 종계장에서도 조류 인플루엔자 바이러스가 검출됨에 따라 오리가 아닌 닭에서도 조류 인플루엔자가 확인되었다.[14] 또 시화호에서 발견된 철새 분비물과 고병원성 AI로 확인되었다. 이에 따라 1월 27일 6시부터 18시까지 경기도, 충청도, 대전광역시 등도 일시 이동중지 명령이 발동되었다.[15]
- 하지만 1월 28일 천안시에서 고병원성 AI가 확인되었고 서천에서도 의심 신고가 들어왔다.[16]또 나주시에서도 고병원성 AI가 확인되었다.
- 1월 29일에는 진천에서 고병원성 AI가 확인되었다.[17] 이어 1월 30일, 임실군 오리농장과[18]  경상남도 밀양시 토종닭 농장에서도 고병원성 AIU가 확인되었다.[19] 1월 31일에는 영암에서 고병원성 AI가 확인되었다.[20]
- 2월 1일, 수원시 농촌진흥청 내 소하천에서 폐사한 큰기러기도 고병원성 AI에 걸린 것으로 확인되었다.[21]
- 2월 3일, 전라남도 신안, 영암에서 폐사한 청둥오리도 고병원성 AI에 감염된 것으로 확인되었고,[22] 진천의 또다른 종오리농장도 고병원성 AI에 감염된 것으로 확인되었다.[23]
- 2월 6일, 영흥도에서 폐사한 큰기러기도 고병원성 AI에 걸린것으로 확진 판정 받았다.[24]
- 2월 14일, 강원도 원주시의 철새 분변에서도 고병원성 조류 인플루엔자가 검출되었다.[25]
- 2월 17일에는 김제시에서도 고병원성 AI가 발견돼 살처분에 들어갔다.[26] 같은날 안성과 해남에서도 고병원성 AI가 검출돼 대량 살처분이 이루어졌다.[27][28]
- 3월 3일, 충청남도 천안시의 축산과학원도 고병원성 AI에 걸린 것으로 확인되었다.[29]
- 3월 14일, 확진 5일 전 과천시에서 폐사한 채로 발견된 큰기러기도 고병원성 조류인플루엔자에 걸린 것으로 확인돼 반경 10km지역이 이동제한됐다.[30]
- 5월 10일, 제주시 하도리에서 채집된 철새분변이 고병원성으로 확인되었다. 이로써 제주도에 첫 고병원성AI (HPAI)로 발견 되었고, 하도리 주변 10km지역이 이동 제한됐다.[31]